# Wulfsige d'York
Pour les articles homonymes, voir Wulfsige.
Wulfsige est un ecclésiastique anglo-saxon. Il est archevêque d'York au début du IXe siècle, après 808 et jusqu'à une date inconnue entre 830 et 837.

## Biographie
On ne sait presque rien de Wulfsige ou de son archiépiscopat, faute de sources. Il est le destinataire d'une lettre de l'évêque de Lindisfarne Ecgred qui nous est parvenue.